# Bec-de-Mortagne
Bec-de-Mortagne är en kommun i departementet Seine-Maritime i regionen Normandie i norra Frankrike. Kommunen ligger i kantonen Goderville som tillhör arrondissementet Le Havre. År 2022 hade Bec-de-Mortagne 676 invånare.

## Befolkningsutveckling
Antalet invånare i kommunen Bec-de-Mortagne
| Referens: INSEE |